# Peltovaara mångfaldspark
Peltovaara mångfaldspark är ett naturområde sydväst om tätorten Gällivare i Gällivare kommun, som inrättades 2013 av Svenska Cellulosa AB. Det ligger
väster om Dundret och vid väg E45 mellan Gällivare och Porjus. Med mångfaldsparker avser SCA egna skogsområden på minst några hundratal hektar, där minst halva arealen avsätts för att gynna natur- eller kulturvärden. I Peltovaara mångfaldspark är omkring 900 hektar naturvårdsskogar som helt lämnas eller sköts för att bevara naturvärden och omkring 300 hektar produktionsskog. 
Petovaara mångfaldspark är på totalt 3 100 hektar och innefattar bergen Peltovaara och Akkavaara samt sjöarna Njietsakjávrre, Abborrträsket och Oasásjjávrre.
I området ligger det tidigare arrendehemmanet Abborrträsk, som köptes av Gellivare sockens hembygdsförening 1990. Det anlades 1797 och arrendatorerna hade att göra dagsverken, vilket bestod i medverkan i malmtransporter från den då anlagda gruvan i Malmberget nedåt kusten.
I området finns ett antal kulturminnesmärken, bland andra en mycket tidig timrad turiststuga från 1860-talet, Rallarstigen mellan Gällivare och Porjus samt samiska offerplatser, härdar och barktäkter. Den äldsta daterade barktäkten är från 1543. I den urskogsartade tallskogen, som ingår i parken, står en tall som år 2017 var 580 år gammal.